# 東京都立日野高等学校
東京都立日野高等学校（とうきょうとりつ ひのこうとうがっこう）は、東京都日野市石田一丁目にある都立高等学校。

## 設置課程
- 全日制課程
  - 普通科

なお、2年次では、文系・理系へと緩やかに分かれ、より専門的な内容を学習。3年次では、文系大学向けのA類型、理系大学向けのC類型、文系、理系にまたがってバランスよく学ぶB類型の3つのコースに分かれる。。

## 沿革
- 1966年4月1日 - 東京都立日野高等学校として開校（第1回入学式は都立立川高等学校内で挙行。新校舎に移転するまでの1年間は日野市三沢689に建設されたプレハブ校舎において学校活動を行った）。
- 1967年 - 学校群制度発足により南多摩高校・富士森高校とともに第七・八・九学区（多摩地区）71群に組み込まれる。
- 同年4月 - 現在地に移転
- 1969年 - 体育館竣工。
- 1970年 - プール竣工。
- 1972年 - 生徒部室竣工。
- 1976年 - 第二グランドが完成（校庭東側を拡張、テニスコート及びバレーボールコートとして使用）。
- 1978年 - 71群から分離され単独選抜校となる。
- 1982年 - グループ合同選抜制度導入、71グループに編成される。C棟（特別講義棟）竣工。
- 1991年 - 第二グランドを廃止。校地西側と北側にバレーボールコート、バスケットボールコート、テニスコートを整備。
- 1994年 - 再び単独選抜となる。
- 1996年 - 創立30周年。創立以来の制服を改定し、同年の入学生から着用。
- 1999年 - グラウンドにバックネットを設置。
- 2000年 - 七生特別支援学校との交流会が始まる。
- 2006年 - 創立40周年、都教育委員会より「重点支援校」に指定。
- 2010年 - 都教育委員会より「部活動推進指定校」に指定。
- 2012年 - 都教育委員会より「スポーツ教育推進校」及び「OJT推進指定モデル校」に指定。
- 2013年 - 都教育委員会より「部活動推進指定校」及び「部活動推進指定校」に指定。センペル君（校庭の3本のセンペルセコイアのあたりに棲んでいるセンペルセコイアの妖精＝頭に3本のセンペルセコイアが生えたマスコットキャラクター）誕生[2]。
- 2014年 - 都教育委員会より「オリンピック教育推進校」及び「安全教育推進校」に指定。
- 2015年 - 都教育委員会より「オリンピック・パラリンピック教育推進校」及び「スポーツ特別強化校」に指定。
- 2016年 - 都教育委員会より「オリンピック・パラリンピック教育推進校」及び「スポーツ特別強化校」に指定。制服を改定[3]。
- 2020年 - 校舎の改築開始（2023年度より新校舎となる予定）。
- 2023年 ‐ 新校舎完成

## 交通
- 多摩都市モノレール線万願寺駅下車 徒歩8分
- 京王線高幡不動駅下車 徒歩20分

## 部活動
野球部は2016年プロ野球ドラフト会議では本校卒業の佐々木千隼が千葉ロッテマリーンズより1位指名を受けた。都立高校出身での1位指名は史上初である。
2009年の全国高校野球西東京大会ベスト4、また同年東京都秋季大会でもベスト4（都立勢最高位）まで進出し選抜高校野球の21世紀枠推薦校となる（2回目の推薦、最終的には選抜東京代表補欠校となった）。また、2013年の全国高校野球西東京大会では初の決勝に進出し、3年連続の甲子園を目指す強豪日大三高に善戦するも、0-5で敗れ惜しくも準優勝となった。西東京での都立高校の決勝進出は、東大和高校以来、28年ぶりの快挙であった。
バスケットボール部も都内強豪校であり、関東大会にも出場している。同スポーツ特別推薦も5名募集している。

## 大きな行事
- 体育祭 - 5月末～6月当初に開催。赤団、白団、青団、黄団の４つの団に分かれて競い合う。各団では「マスコット」と呼ばれる大きなパネルを作り盛り上げる。
- 文化祭 - 9月上旬に開催。通称「日野高祭」。通例として1年生は全クラス演劇、3年生は飲食を企画、運営する。その他各種部活動による演奏や展示が行われる。
- 合唱祭 - 翌2月に開催。受験時期のため3年生を除く1,2年生のみ。日野市民会館にて開催。各クラスの合唱発表の他、合唱部による合唱、教員合唱がある。
- マラソン大会 - 翌2月。1,2年生のみ。浅川堤防上を男子10km、女子7km走る。（1995年度までは3年生も参加して11月に実施していたが、推薦入学希望者増加に対応して3学期に移し1,2年生のみとした）

## 著名な出身者
- ホーン・ユキ - 女優
- 三浦友和 - 俳優
- 忌野清志郎 - ミュージシャン
- 柳家はん治 - 落語家
- 佳那晃子 - 女優
- 円城寺あや - 女優
- 北尾トロ - フリーライター
- 松下耕 - 作曲家、合唱指揮者
- 小沢剛 - 画家、現代美術家
- ほいけんた - タレント、ピン芸人
- 児嶋一哉 - お笑いタレント（アンジャッシュ）
- 渡部建 - お笑いタレント（アンジャッシュ）
- 村上敏明 - 声楽家（テノール）、オペラ歌手
- 伊藤真吾 - 将棋棋士
- 村山慈明 - 将棋棋士
- 村木英幸 - 前あきる野市長[9][10][11]
- Kadota "JAW" Kousuke - ミュージシャン（BARB・PE'Z）
- 横川雄介 - 元プロ野球選手（読売ジャイアンツ選手）
- 佐々木千隼 - プロ野球選手横浜DeNAベイスターズ選手）